# Alexander Georgijewitsch Georgijew
Alexander Georgijewitsch Georgijew (russisch Александр Георгиевич Георгиев; englische Transkription: Alexandar Georgiyevich Georgi(y)ev; * 10. Februar 1996 in Russe) ist ein russischer Eishockeytorwart bulgarischer Herkunft, der zuletzt bis zum Ende der Saison 2024/25 bei den San Jose Sharks aus der National Hockey League (NHL) unter Vertrag gestanden hat. Zuvor verbrachte er fünf Jahre bei den New York Rangers und spielte etwas mehr als zwei Jahre bei der Colorado Avalanche.

## Karriere
Alexander Georgijew wurde im bulgarischen Russe geboren, zog mit seiner Familie allerdings wenig später nach Russland und besitzt seither die Staatsbürgerschaft beider Nationen. Mit dem Eishockeyspielen begann er in Moskau und wechselte später in die Nachwuchsabteilung von Chimik Woskressensk. Ohne jedoch in deren Profiabteilung zu einem Einsatz zu kommen, zog es den Torhüter zur Saison 2014/15 zum finnischen Erstligisten TPS Turku. Für deren U20 lief er fortan in der Nuorten SM-liiga auf, der höchsten Juniorenliga Finnlands, während er parallel dazu bereits seine ersten zehn Partien für die Herren in der Liiga bestritt. Nach einem weiteren Spieljahr im Wechsel zwischen Profibereich, Juniorenauswahl und einem Engagement auf Leihbasis bei SaPKo in der zweitklassigen Mestis etablierte er sich zur Spielzeit 2016/17 als zweiter Torhüter hinter Oskari Setänen bei Turku. Nach 27 Einsätzen und dem ligaweit besten Gegentorschnitt von 1,70 weckte Georgijew auch das Interesse von Teams der National Hockey League (NHL), sodass er im Juli 2017 einen Einstiegsvertrag bei den New York Rangers unterzeichnete, ohne allerdings zuvor in einem NHL Entry Draft berücksichtigt worden zu sein.
Die Rangers setzten den Torhüter erwartungsgemäß bei ihrem Farmteam, dem Hartford Wolf Pack, in der American Hockey League (AHL) ein, bevor er im Februar 2018 sein NHL-Debüt gab und bis zum Saisonende auf insgesamt zehn Einsätze kam. Seit Beginn der Spielzeit 2018/19 steht Georgijew regelmäßig im Kader der Rangers und fungierte dort vorerst als Backup von Henrik Lundqvist. In der Saison 2019/20 bestritt der Bulgare jedoch bereits mehr Partien als der Schwede, der somit erstmals in 15 Jahren als klare „Nummer 1“ der Broadway Blueshirts verdrängt wurde. Die Position des Stammtorhüters verlor Georgijew jedoch bereits zur Spielzeit 2020/21 wieder an Igor Schestjorkin. Dies hatte letztlich zur Folge, dass die Rangers ihn im Juli 2022 an die Colorado Avalanche abgaben und im Gegenzug ein Dritt- und ein Fünftrunden-Wahlrecht für den NHL Entry Draft 2022 sowie ein Drittrunden-Wahlrecht für den NHL Entry Draft 2023 erhielten. Wenige Tage später unterzeichnete der Russe, zum Zeitpunkt des Transfers noch im Status eines Restricted Free Agent, einen neuen Dreijahresvertrag in Colorado, der ihm ein durchschnittliches Jahresgehalt von 3,4 Millionen US-Dollar einbringen soll.
Im Dezember 2024 allerdings wurde Georgijew, nach einem schwachen Start in die Saison 2024/25, im Tausch für seinen Torhüterkollegen Mackenzie Blackwood an die San Jose Sharks abgegeben. Zudem erhielten die Sharks dabei Nikolai Kowalenko, ein Zweitrunden-Wahlrecht im NHL Entry Draft 2026 sowie ein konditionales Fünftrunden-Wahlrecht im NHL Entry Draft 2025. Im Gegenzug wechselten neben Blackwood auch Givani Smith und ein Fünftrunden-Wahlrecht im NHL Entry Draft 2027 nach Colorado. Für die Sharks war der Torhüter bis zum Ende des Spieljahres aktiv.

### International
Erste internationale Erfahrung sammelte Georgijew mit der russischen U20-Nationalmannschaft bei der U20-Weltmeisterschaft 2016. Er bestritt dabei fünf Partien, unter anderem das Endspiel, das die Sbornaja gegen die Gastgeber aus Finnland mit 3:4 nach Overtime verlor und somit die Silbermedaille erhielt.

## Erfolge und Auszeichnungen
- 2024 Teilnahme am NHL All-Star Game

### International
- 2016 Silbermedaille bei der U20-Weltmeisterschaft
- 2019 Bronzemedaille bei der Weltmeisterschaft

## Karrierestatistik
Stand: Ende der Saison 2024/25

### International
Vertrat Russland bei:
- U20-Junioren-Weltmeisterschaft 2016
- Weltmeisterschaft 2019

(Legende zur Torhüterstatistik: GP oder Sp = Spiele insgesamt; W oder S = Siege; L oder N = Niederlagen; T oder U oder OT = Unentschieden oder Overtime- bzw. Shootout-Niederlage; Min. = Minuten; SOG oder SaT = Schüsse aufs Tor; GA oder GT = Gegentore; SO = Shutouts; GAA oder GTS = Gegentorschnitt; Sv% oder SVS% = Fangquote; EN = Empty Net Goal; 1 Play-downs/Relegation; Kursiv: Statistik nicht vollständig)